# Далекобійник

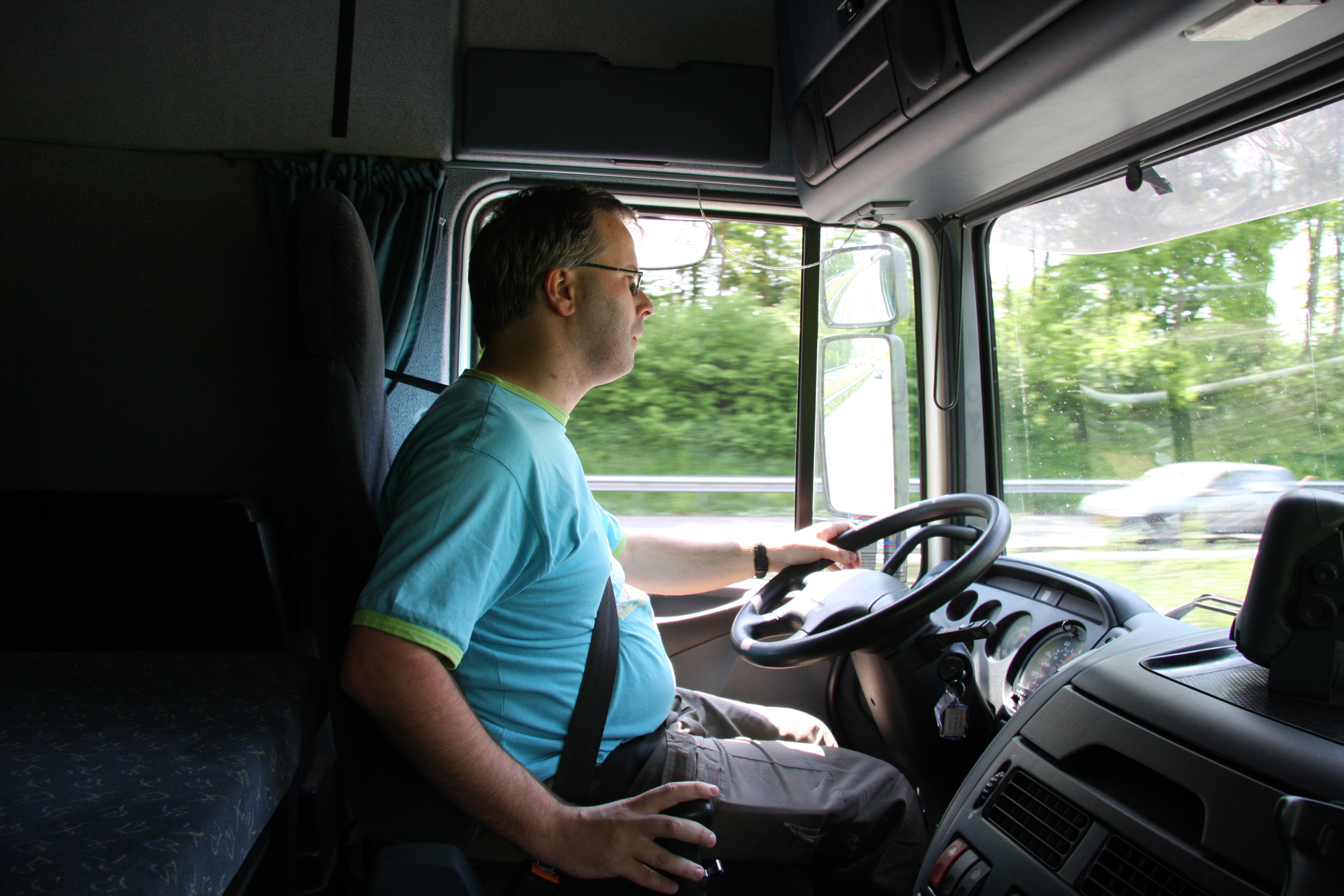
Водій-далекобійник на своєму робочому місці

Фурник (синонім далекобійник) (англ. long haul truck driver) — просторічна назва професії водіїв великовантажних автомобілів, що перевозять вантажі на далекі відстані. Оскільки водій проводить багато часу свого життя за кермом в особливих умовах шляху, ця професія у всьому світі породила специфічну субкультуру.
На дальніх трасах водії часто змушені працювати парами - з напарником-дублером. Для відпочинку водія кабіна, як правило, має житловий відсік обладнаний ліжком. Великі американські «траки» часто мають позаду кабіни цілу кімнату - так званий «альков».
Історично ця професія та її субкультура розвинулася в таких країнах як США, Канада, Австралія; потім поширилася на Європу і інший світ. В таких країнах, як наприклад Болівія, Непал, Індія, Бангладеш, Пакистан, Афганістан — ця професія пов'язана з високим ризиком для життя з огляду на технічний стан автомобілів та низьку якість високогірних (і не тільки високогірних) доріг, традиційно анархічний стиль водіння, відсутність розмітки (в тому числі осьових ліній) і, відповідно, великою кількістю падіння вантажівок у прірви і лобових зіткнень з летальним результатом для водіїв. У північній Канаді та на Алясці водіям доводиться працювати в екстремальних умовах полярної ночі, техніка зазнає випробування екстремально низьких температур. Взимку водії використовують «льодові шляхи» — замерзлі русла річок та озер (англ. ice road, рос. зимник). Навесні, під час відлиги, коли лід тоншає, ці шляхи стають небезпечними. Багато техніки гине на подібних «зимниках», прокладених по замерзлих болотах та тундрі в російському Сибіру.

## Відомі особи
- Дубовський Вадим Володимирович — український оперний співак (баритон), який працює в США водієм-далекобійником, продовжує співати і публікує свої записи в інтернеті.

## У культурі

### Кіно
Завдяки Голівуду в кіно існує цілий жанр - «Trucking Movies»
- «Щастя моє» — художній фільм режисера Сергія Лозниці, Україна, 2010
- «Trucks» — горор за сценарієм Стівена Кінга, США, 1997
- «Щосили» — фільм з Сільвестром Сталлоне у головній ролі, США, 1987
- «Дні грому» — фільм, США, 1986
- «Конвой» — фільм з Крісом Крістофферсоном у головній ролі, США, 1978
- «Лихоманка на білій смузі» — фільм, США, 1975
- «Дуель» — перший повнометражний фільм режисера Стівена Спілберга, США, 1971
- «Далекобійник та лис» — фільм, Іран, 2013

### Відеоігри
- Далекобійники: Підкорення Америки
- Euro Truck Simulator

## Галерея

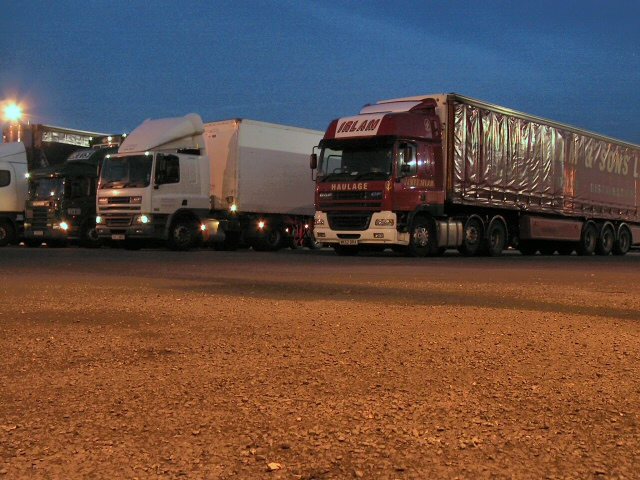
Типова ночівля вантажівок з водіями на паркінгу (Європа)
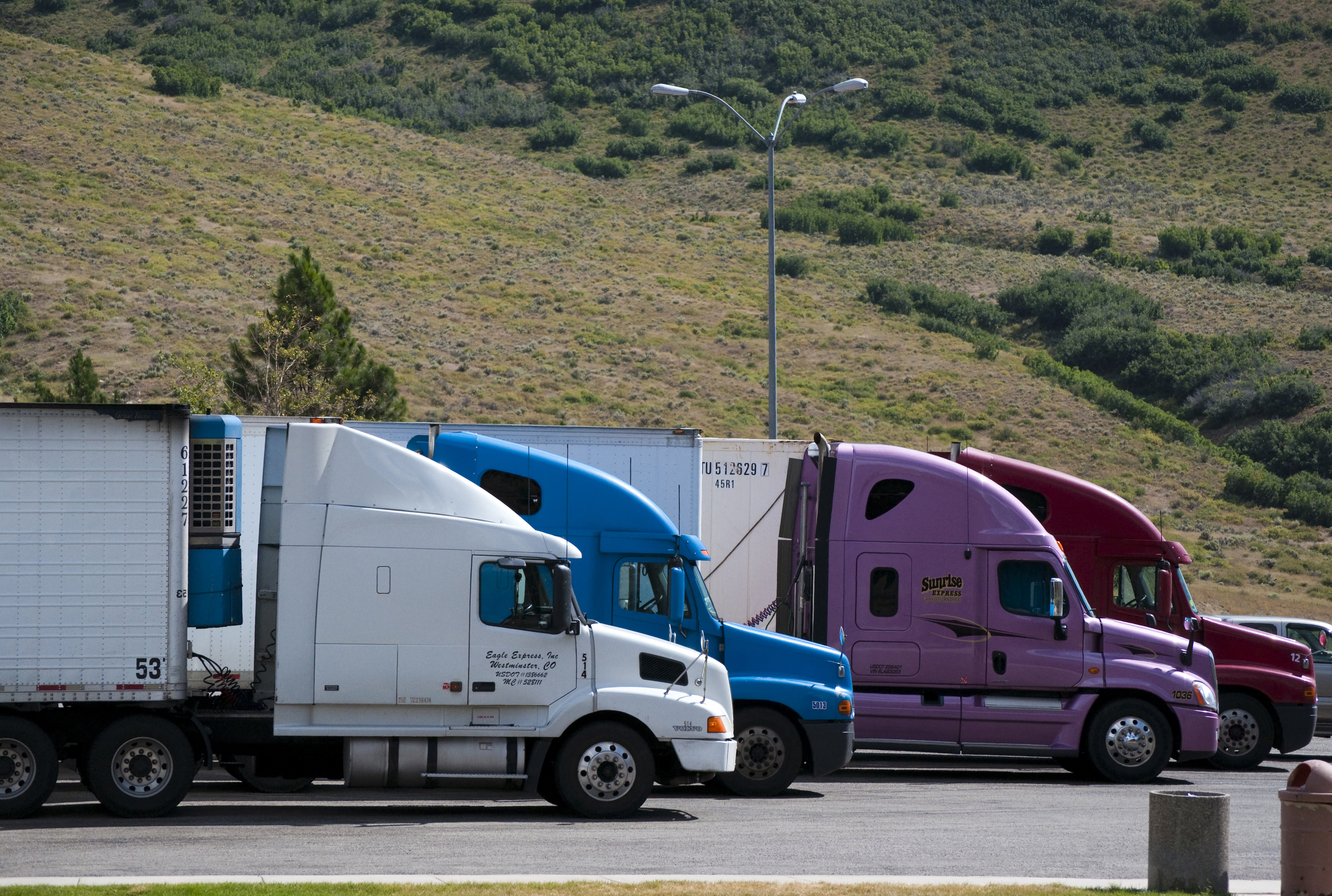
Американські трейлери з «альковом»
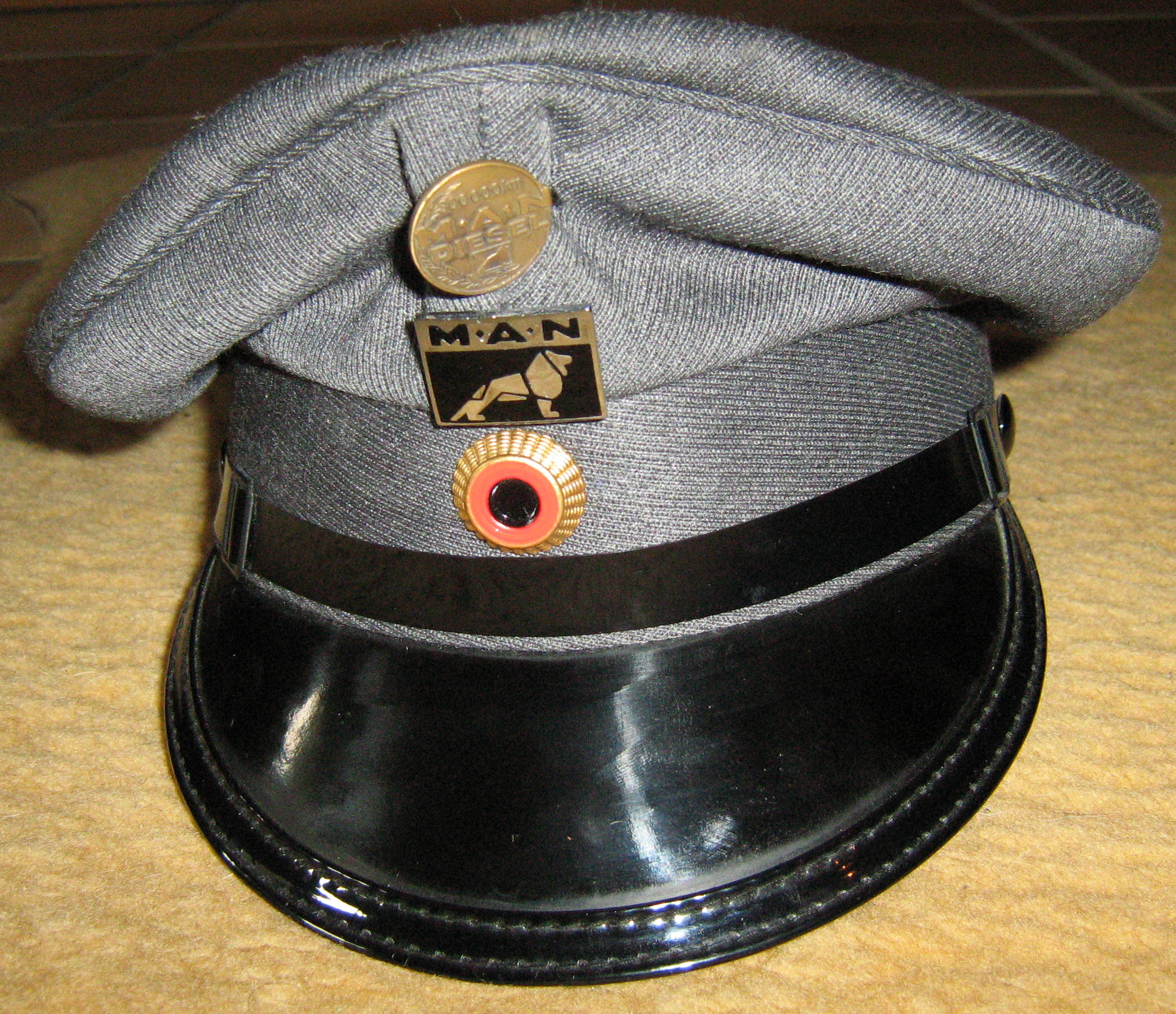
Кепка німецького далекобійника (до кінця 1980-х)
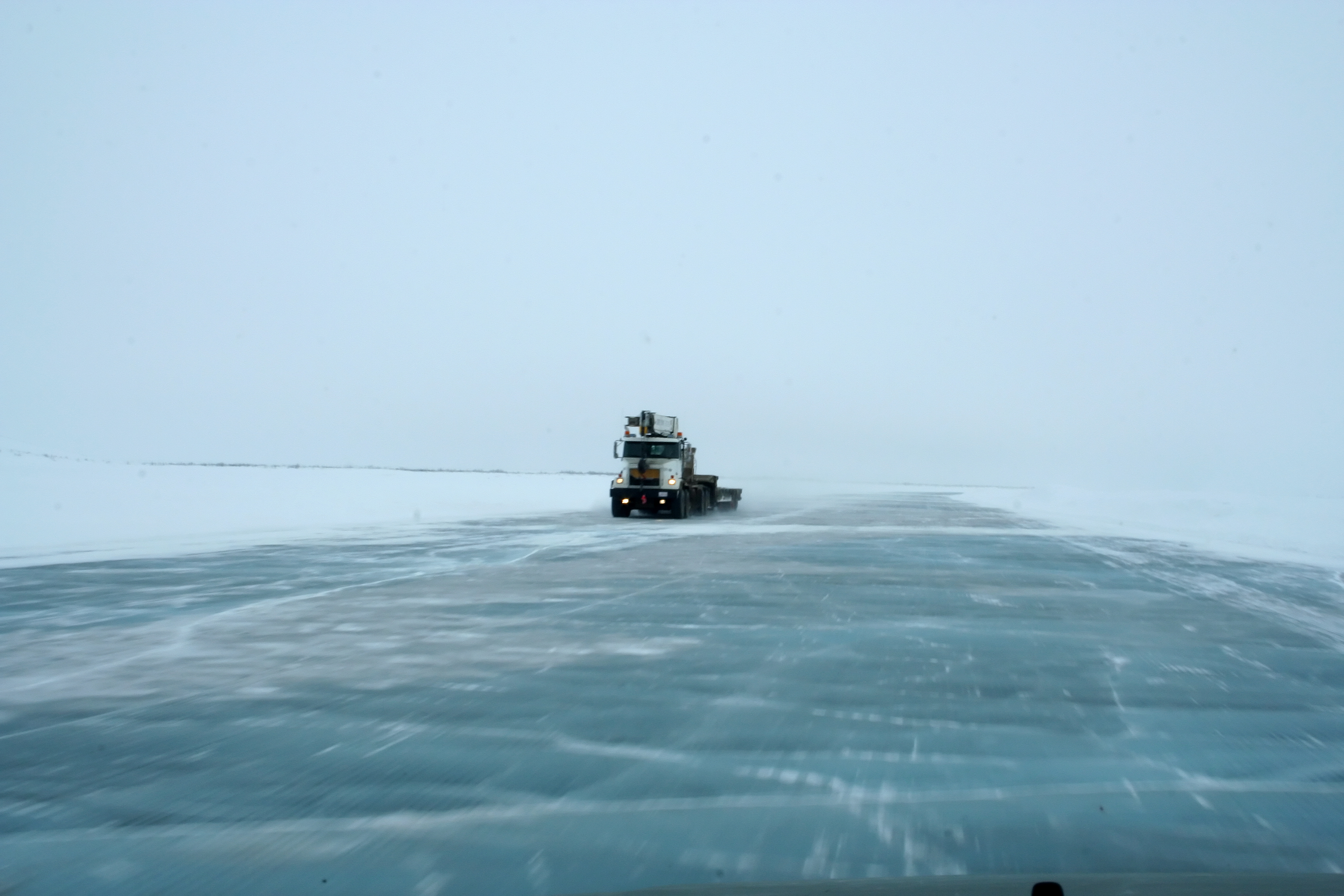
Льодова дорога (р. Макензі) вдень…
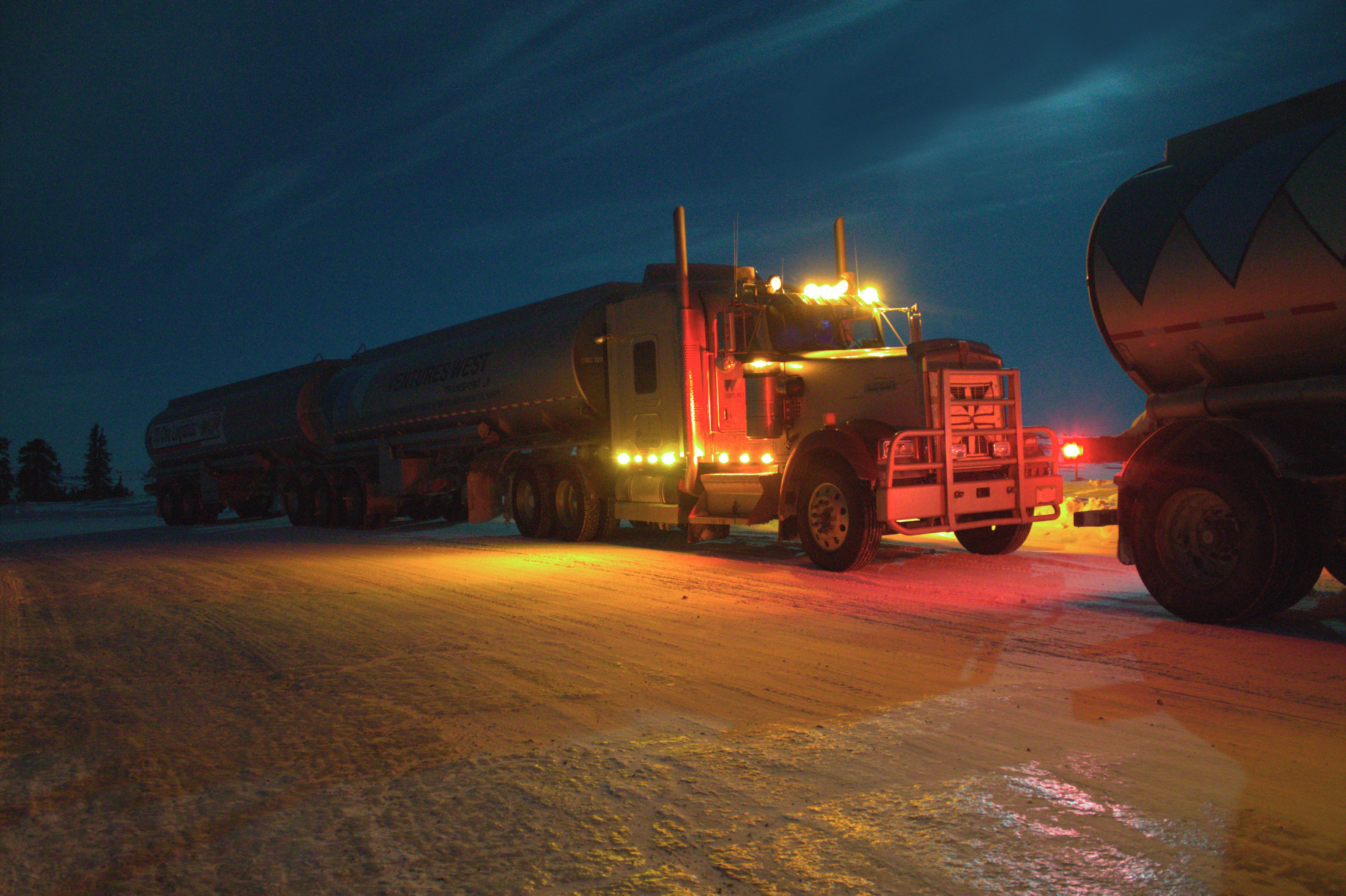
…і вночі